# Jaunpur (distrikt)
Jaunpur (hindi: जौनपुर ज़िला, urdu: جون پور ضلع) er et distrikt i den indiske delstat Uttar Pradesh. Distriktets hovedstad er Jaunpur. 

## Demografi
Ved folketællingen i 2011 var der 4,476,072 indbyggere i distriktet, mod 3,911,679 i 2001. Den urbane befolkningen udgør 7,45 % af befolkningen.
Børn i alderen 0 til 6 år udgjorde 14,37 % i 2011 mod 20,04 % i 2001. Antallet af piger i den alder per tusinde drenge er 930 i 2011.